# Nathalia Rakotondramanana
Harinelina Nathalia Rakotondramanana (sinh ngày 15 tháng 1 năm 1989, tại Antananarivo) là một vận động viên cử tạ nữ  đại diện cho Madagascar tại Thế vận hội mùa hè 2012. Cô là một trong ba người chơi thể thao trong đội để đủ điều kiện tham dự Thế vận hội thay vì giành được một vị trí đại diện. Cô cũng mới chỉ là vận động viên cử tạ Olympic thứ hai đại diện cho đất nước của mình. Cuối cùng cô đã hoàn thành ở vị thứ cuối cùng khi cô rơi xuống trong một lần nâng tạ.